# 造行宮司
造行宮司（ぞうあんぐうし/ぞうぎょうぐうし/かりのみやつくるつかさ）は、令外官の1つで、行幸の際の行在所となる宮の造営などを担当する臨時職である。造頓宮司ともいう。

## 概要
皇室の別荘である「離宮」に対して、行幸の際の一時的なかりの宮は「行宮」とか「頓宮」と呼ばれ、行幸が決まると最初に「造行宮司」（「造頓宮司」）が任じられ、現地に派遣されて行幸の際の行在所となある宮の造営や整備に携わる。そして宮からの還御の時に、現地の関係者とともに賞賜にあずかり、行幸後の宮の整理にあたり、帰京するのが一般的であった。
実例として、
とあり、元正天皇の霊亀3年（717年）2月に珍努宮へ行幸した帰路、竹原井頓宮へ立ち寄った際に設置されている。同年、天皇は多治比広足を美濃国へ遣わして、行宮を造営させている。
また、神亀3年（726年）10月の聖武天皇の播磨国印南野への行幸にあたって、明石郡邑美郷の邑美頓宮（おみのかりみや）を造営するために門部王・多治比広足・村国志我麻呂ら18人が造頓宮司に任ぜられている。
さらに、
とあるように、藤原広嗣の乱の折、天平12年（740年）10月の聖武天皇の伊勢行幸の時に設置の時にも設置されている。
『延喜式』では、
とあり、行幸時に臨時に設置される次第司などが四等官の官位まで規定しているのとは異なる。8世紀の実例では「司」と表記されている「造行宮司」（「造頓宮司」）が、『延喜式』では「使」に格下げになっているのは、奈良時代から行幸先が限定されてゆき、行幸時に既存の宮を再利用するようになっていったからと推定されている。